# 秘鲁共产党—红色祖国
秘鲁共产党－红色祖国（西班牙語：Partido Comunista del Perú - Patria Roja，缩写为PCP-PR）是秘鲁的一个共产主义政党。该党成立于1970年，分裂自秘鲁共产党—红旗。2006年，该党的主席阿尔贝托·莫雷诺作为新左翼潮流候选人竞选秘鲁总统，获得33918张选票（得票率0.28%）。该党出版报纸《红色祖国》。该党是共产党和工人党国际会议和圣保罗论坛的成员。